# توم ميتشيل (سياسي أسترالي)
توم ميتشيل (بالإنجليزية: Thomas Walter Mitchell)‏ هو سياسي أسترالي، ولد في 11 نوفمبر 1906، وتوفي في 4 فبراير 1984. انتخب عضو الجمعية التشريعية فيكتوريا.